# Kevin Nichols
Kevin Nichols   (Grafton, 4 de juliol de 1955) va ser un ciclista australià que es va especialitzar en la pista. Del seu palmarès destaca la medalla d'or als Jocs Olímpics de 1984.
Ha estat guardonat amb l'Orde d'Austràlia.

## Palmarès
- 1978
  - Medalla d'or als Jocs de la Commonwealth en Persecució per equips (amb Colin Fitzgerald, Gary Sutton i Shane Sutton)
- 1982
  - Medalla d'or als Jocs de la Commonwealth en Scratch
  - Medalla d'or als Jocs de la Commonwealth en Persecució per equips (amb Gary West, Michael Grenda i Michael Turtur)
- 1984
  -  Medalla d'or als Jocs Olímpics de Los Angeles en Persecució per equips (amb Dean Woods, Michael Grenda i Michael Turtur)